# 贾科莫·拉斯帕多里
贾科莫·拉斯帕多里（義大利語：Giacomo Raspadori；2000年2月18日—），是一名意大利足球运动员，场上司职中锋，目前效力西甲球队馬德里體育會及意大利国家足球队。

## 俱乐部生涯
拉斯帕多里的职业生涯开始于当地俱乐部“普罗格雷索”，在2009年转投萨索洛青训。2018年8月9日，他与萨索洛签下了自己的第一份职业合同，为期4年。2019年5月26日，在萨索洛1-3客负亚特兰大的意甲比赛中，拉斯帕多里在第92分钟替补登场，完成了职业生涯首秀。

## 国家队生涯

### 青年国家队
拉斯帕多里随意大利U-19国青队参加了2019年欧青赛，个人在赛事中打进一球。
2020年9月3日，在意大利U-21国青队主场2-1击败斯洛文尼亚U-21的友谊赛中，拉斯帕多里身披7号球衣首发登场，完成了U-21国家队首秀。

### 成年国家队
2021年6月，拉斯帕多里被意大利国家队主教练罗伯托·曼奇尼选进了意大利队参加2020年欧洲杯的26人大名单中。2021年6月4日，在意大利4-0完胜捷克的友谊赛中，拉斯帕多里于下半场中替补登场，换下了奇罗·因莫比莱，完成了成年国家队首秀。

## 生涯数据
最後更新：2021年5月12日
| 俱乐部   | 赛季     | 联赛级别 | 联赛 | 联赛 | 杯赛 | 杯赛 | 欧战 | 欧战 | 其他 | 其他 | 合计 | 合计 |
| 俱乐部   | 赛季     | 联赛级别 | 出场 | 进球 | 出场 | 进球 | 出场 | 进球 | 出场 | 进球 | 出场 | 进球 |
| -------- | -------- | -------- | ---- | ---- | ---- | ---- | ---- | ---- | ---- | ---- | ---- | ---- |
| 萨索洛   | 2018–19  | 意甲     | 1    | 0    | –    | –    | –    | –    | –    | –    | 1    | 0    |
| 萨索洛   | 2019–20  | 意甲     | 11   | 2    | 2    | 0    | –    | –    | –    | –    | 13   | 2    |
| 萨索洛   | 2020–21  | 意甲     | 26   | 6    | 1    | 0    | –    | –    | –    | –    | 27   | 6    |
| 生涯合计 | 生涯合计 | 生涯合计 | 38   | 8    | 3    | 0    | 0    | 0    | 0    | 0    | 41   | 8    |

## 榮譽

### 隊會
拿坡里
- 意甲冠軍：2022–23[8]、2024–25[9]

### 國家隊
意大利國家隊
- 歐洲國家盃冠軍 : 2020

### 個人
-  義大利共和國騎士勳章 5級/騎士 : 2021